# 比托姆波蘭人足球俱樂部
比托姆波蘭人足球俱樂部（波蘭語：Polonia Bytom）是波蘭的一家足球俱樂部，成立于1920年。位於上西里西亞城市比托姆。在1954年和1962年曾兩次獲得波蘭足球甲級聯賽冠軍。目前參加波蘭足球丙級聯賽的賽事。

## 榮譽
本土
- 波蘭足球甲級聯賽
  - 冠軍 (2)：1954年、1962年
  - 亞軍 (4)：1952年、1958年、1959年、1961年
- 波蘭盃
  - 亞軍 (3)：1964年、1973年、1977年

洲際
- 欧洲足联国际托托杯
  - 冠軍 (1)：1965年
  - 亞軍 (1)：1964年
- 美國國際足球聯賽（英语：International Soccer League）
  - 冠軍 (1)：1965年

## 外部連結
- Club logo
- 官方网站
- Official FanClub （页面存档备份，存于）

50°21′27.21″N 18°53′55.38″E / 50.3575583°N 18.8987167°E